# An Cafe
Az Antic Cafe (アンティック-珈琲店- ; Hepburn: Antikku Kafe), külföldön jobban ismert nevükön An Cafe, japán visual kei rockegyüttes, mely 2003-ban alakult. Az együttes az osare kei stílust képviseli, bár saját maguk „Haradzsuku dance-rockként” hivatkoznak rá. 2017-ig hat nagylemezük jelent meg. 2009-ben bejelentették, hogy a 2010 januárjában, a Nippon Budókanban tartott koncertjüket követően felfüggesztik aktív működésüket, de nem oszlanak fel. 2012-ben tértek vissza. 2019-ben Mikun kívül az együttes minden tagja kilépett.

## Története

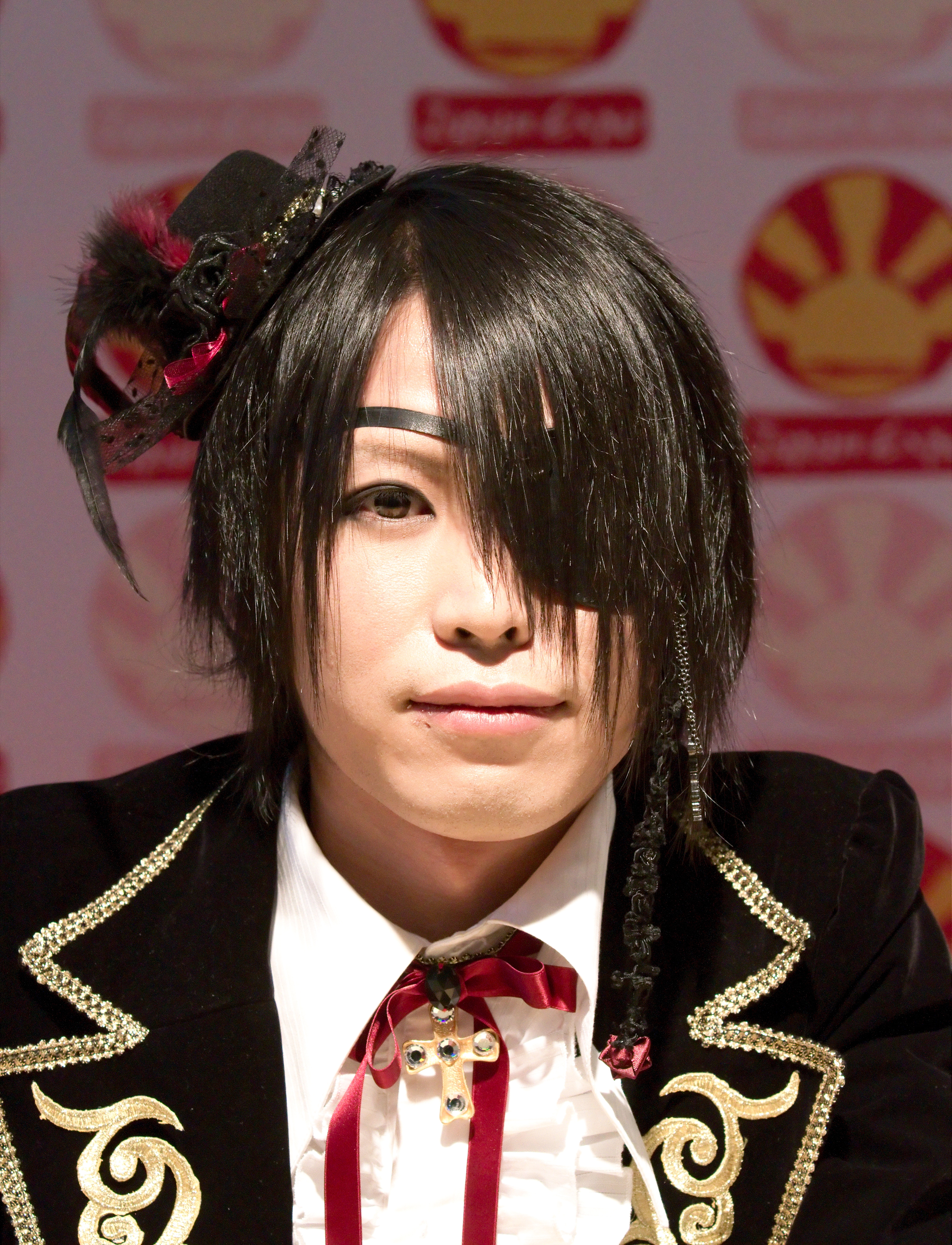
Kanon a 2010-es Japan Expón

2003-ban alapította Miku, Bó és Kanon. 2004-ben demófelvételt készítettek, majd leszerződtette őket a Loop Ash. Első kislemezük, a Candyholic második lett az Oricon indie listáján. 2005-ben megjelent első nagylemezük, a Sikiszai Moment, majd 2006-ban a Magnja Carta.
2007-ben először jártak a tengerentúlon, a Project A-Kon rendezvényen. Nem sokkal később Bó kilépett az együttesből, április 30-án lépett fel utoljára velük. Helyére Takuya érkezett, és egy billentyűssel is gazdagodott az együttes Júki személyében. 2007 végén bejelentették első európai turnéjukat a következő évre.
Következő nagylemezük 2008 áprilisában jelent meg Gokutama Rock Cafe címmel. 2009 márciusában kijött a Harajuku Dance Rock középlemezük, kifejezetten az amerikai és európai rajongóknak szánva. negyedik nagylemezük, a BB Parallel World 2009 októberében Európában is megjelent a Gan-Shin kiadásában.
2010-ben az An Cafe bejelentette, hogy egy időre visszavonulnak és közben a tagok szólókarrierjükre fognak koncentrálni. Az utolsó koncertet a hiátus előtt 2010. január 4-én tartották a Nippon Budókanban.
A hiátus ideje alatt Kanon egy mobiltelefonra tervezett játékot népszerűsített, és részt vett a 2010-es Otakonon, ahol Vakesima Kanonnal lépett fel kanonxkanon néven. Miku a júniusban létrehozott Lc5 visual kei-együttes énekese lett. Teruki a Dog in the Parallel World Orchestra nevű együttesben segített ki.
2012 áprilisában az An Cafe bejelentette a visszatérését és egy novemberi európai turnét. Augusztusban Amazing Blue címmel minialbumuk jelent meg. 2014-ben ismét a Nippon Budókanban zárták turnéjukat.
2014 augusztusában az együttes először lépett fel Kanadában. Felléptek Brazíliában és Mexikóban is.
2017-ben megjelent első nagykiadós nagylemezük, a Laugh Song.

## Tagok
- Miku (みく?) – vokál (2003–2019)
- Kanon (カノン?) – basszusgitár (2003–2019)
- Teruki (輝喜?) – dobok (2003–2019)
- Takuya – gitár (2007–2019)
- Júki (ゆうき; Hepburn: Yūki?) – billentyűk (2007–2019)

Korábbi tagok
- Bó (坊?) – gitár (2003–2007)

## Diszkográfia
Stúdióalbumok
- Sikiszai Moment (色彩モーメント; Hepburn: Shikisai Moment?), 2005
- Magnja Carta (マグニャカルタ; Hepburn: Magnya Carta?), 2006
- Gokutama Rock Cafe (極魂ROCK CAFE?), 2008
- BB Parallel World, 2009
- Hikagjaku ZiprocK (非可逆ZiprocK; Hepburn: Hikagyaku Ziprock?), 2013
- Laugh Song  (ラフ・ソング?), 2017

Középlemezek
- Amedama Rock  (飴玉ロック?), 2005
- Ko Akuma Usagi no Koibumi to Machine Gun (小悪魔USAGIの恋文とマシンガン?), 2008
- Harajuku Dance Rock, 2009
- Amazing Blue, 2012